# Trentepohlia ornatipennis
Trentepohlia ornatipennis är en tvåvingeart som beskrevs av Enrico Adelelmo Brunetti 1918. Trentepohlia ornatipennis ingår i släktet Trentepohlia och familjen småharkrankar. Inga underarter finns listade i Catalogue of Life.